# Paraclius quadrinotatus
Paraclius quadrinotatus är en tvåvingeart som beskrevs av Aldrich 1902. Paraclius quadrinotatus ingår i släktet Paraclius och familjen styltflugor. Inga underarter finns listade i Catalogue of Life.